# Lionel Baker
Pour les articles homonymes, voir Baker.
Lionel Sionne Baker est un joueur de cricket montserratien né le 6 septembre 1984, international avec l'équipe des Indes occidentales. Ce fast bowler fait ses débuts avec l'équipe des îles Leeward en 2004. Il dispute son premier match au format ODI avec les Indes occidentales en 2008, puis son premier test-match la même année, devenant le premier joueur de Montserrat à représenter les Indes occidentales.

## Biographie
Lionel Baker naît le 6 septembre 1984 sur l'île de Montserrat. À la suite de l'éruption de la Soufrière, en 1995, il emménage en Angleterre avec sa famille. Lorsqu'il retourne à Montserrat, il est régulièrement sélection dans les équipes de jeunes représentant les « îles Leeward » et les « Indes occidentales ». Il fait ses débuts en cricket au format first-class dans la Compétition des Indes occidentales de first-class cricket en 2003 avec l'équipe des Indes occidentales « B ». Il participe également à la Coupe du monde des moins de 19 ans en 2005. Il joue avec les îles Leeward à partir de la saison 2004-2005.
En 2006 et 2008, Montserrat dispute le Stanford 20/20 une compétition de cricket au format Twenty20 organisée dans les Caraïbes, en tant qu'entité séparée et non au sein des îles Leeward. C'est grâce à ses performances dans cette coupe que Lionel Baker est appelé dans le groupe des « Stanford Superstars », une sélection de joueurs caribéens affronte l'équipe d'Angleterre au cours des Stanford Super Series en 2008 dans une rencontre où 20 millions de dollars américains sont en jeu. Même s'il ne joue pas, son potentiel est repéré par les sélectionneurs de l'équipe des Indes occidentales. Il dispute son premier match au format One-day International avec les Indes occidentales à Abou Dabi contre le Pakistan, prenant trois guichets en concédant 47 courses.
Baker est ainsi le premier joueur originaire de Montserrat à disputer une rencontre internationale. Jim Allen, lui aussi de Montserrat, a participé aux World Series Cricket (WSC), mais les WSC, ligue rebelle de la fin des années 70, ne sont pas reconnues officiellement. La même année, il signe un contrat de deux ans avec le Leicestershire, en Angleterre, grâce à son passeport britannique. Mais le contrat est annulé lorsqu'il est appelé par les équipes des Indes occidentales : international d'une autre nation que l'Angleterre, il ne peut plus être considéré comme britannique.
Son premier test-match a lieu contre la Nouvelle-Zélande, lors d'une tournée dans ce pays fin 2008. Il ne prend aucun guichet au cours de la rencontre. Il participe à la tournée des Indes occidentales en Angleterre en 2009, au cours de laquelle il ne prend qu'un guichet, et fait partie du groupe pour les Championnats du monde de Twenty20 2009. Lorsque le Bangladesh est en tournée dans les Caraïbes en juillet de la même année, il est écarté de la sélection. Il fait toutefois partie des 33 joueurs sous contrat avec le West Indies Cricket Board pour la saison 2009-2010.
Avec les îles Leeward, début 2010, il réalise une performance de 8/31 en une manche (huit guichets pour 31 courses) contre Combined Campus and Colleges, ce qui représente alors ses meilleures statistiques en first-class cricket.

## Bilan sportif

### Principales équipes
|                    | Test        | ODI         | Twenty20         |
| ------------------ | ----------- | ----------- | ---------------- |
| Indes occidentales | 2008 -      | 2008 -      | 2008 -           |
|                    | First-class | List A      | Twenty20         |
| Îles Leeward       | 2004-2005 - | 2004-2005 - |                  |
| Montserrat         |             |             | 2006 - 2007-2008 |